# Ладне-Поле
Ладне-Поле (пол. Ładne Pole, нім. Schönfeld-Schwignainen) — село в Польщі, у гміні Руцяне-Нида Піського повіту Вармінсько-Мазурського воєводства.
Населення — 366 осіб (2011).

## Демографія
Демографічна структура станом на 31 березня 2011 року:
|          | Загалом | Допрацездатний вік | Працездатний вік | Постпрацездатний вік |
| -------- | ------- | ------------------ | ---------------- | -------------------- |
| Чоловіки | 182     | 42                 | 123              | 17                   |
| Жінки    | 184     | 38                 | 114              | 32                   |
| Разом    | 366     | 80                 | 237              | 49                   |